# كورتيس آدامز
كورتيس آدامز (بالإنجليزية: Curtis Adams)‏ هو لاعب كرة قدم أمريكية أمريكي، ولد في 30 أبريل 1962 في مسكيغون في الولايات المتحدة.

## وصلات خارجية
- كورتيس آدامز على موقع مرجع كرة القدم المحترفة.كوم (الإنجليزية)